# 分子篩
分子篩（ぶんしふるい、英: molecular sieve）とは、対象とする各物質の分子の大きさ（分子量）に応じてそれら物質を分離する性質を持った物質の総称である。1932年にマクベイン (J. W. McBain) が命名した。
また、その効果を分子篩効果と呼ぶが、実際には吸着など、他の効果と組み合わせて利用されることも多い。状態としては固体、ゲル、高分子の溶液がある。物質の分離（単離）と分析に応用される。

## 分子篩効果
分子篩効果は、分子径と穴の大きさによって決まり、例えば単原子分子のヘリウムは二原子分子の水素よりも重いが、透過量はより多い。窒素とヘリウムでは100倍近くにもなる。

### 分子篩効果の応用
応用は次のように分類される。
- ろ過 - ろ過は一般に液体中に存在するある大きさ以上の粒子を濾し取る方法であるが、高分子製の細孔を有する膜（分子篩）を用いるとある分子量以上の物質を除去する（それ以下の物質は通す）ことができ、工業的な分離に用いられている。
- 電気泳動 - 担体（固体、ゲル、あるいは高分子の溶質）の中で電位をかけ対象物質の分子を移動させると、分子の大きい物質ほど担体に遮られて移動しにくくなる。この方法で特にタンパク質、核酸などの生体高分子を分離・分析することができる。
- サイズ排除クロマトグラフィー - 上の2方法は大きい分子が遮られて移動しにくくなる原理を利用したものであるが、サイズ排除クロマトグラフィーは逆に、液体を担体（固体、ゲル）の間に流してやると、液体中の小さい分子が担体にある微小な孔に拡散して、マクロに見れば流速が落ちる（大きい分子はそのまま流れる）という原理を利用している。つまり大きい分子の方が先に出ることになる。生体高分子を対象とする場合には「ゲルろ過」という名でも呼ばれるが、ろ過とは異なる。

モレキュラーシーブ（molecular sieve, molecular は分子、sieve は篩のこと）という商品名の物質があるが、これは合成ゼオライトの一種で、分子篩効果を生じる微小な孔もあるが、実用的には極性の高い物質を吸着させて除去し（たとえば化学反応のために有機溶媒から水などを除去する）、あるいは触媒として用いることも多い。